# Fond diffus de neutrinos de supernovae
Ne doit pas être confondu avec Fond cosmologique de neutrinos.
Le  fond diffus de neutrinos de supernovae (Diffuse Supernova Neutrino Background en anglais, DSNB en abrégé) est une population théorique de neutrinos (et d'antineutrinos) issus de toutes les supernovae de l'Univers.
Une seule supernova relâche environ 1057 neutrinos, ce qui est détectable comme un bref sursaut de détections sur Terre à condition que la supernova soit localisée dans la Voie lactée, ou proche d'elle ; l'unique exemple connu (en 2017) étant SN 1987A. Au contraire, le DSNB est une source continue de neutrinos dont seule une limite expérimentale supérieure de détection existe actuellement, par exemple à un niveau de {\displaystyle 2,9{\bar {\nu _{e}}}\,\mathrm {cm} ^{-2}\,\mathrm {s} ^{-1}} pour les neutrinos d'énergies supérieurs à 17,3 MeV pour le Super Kamiokande.